# FAAM

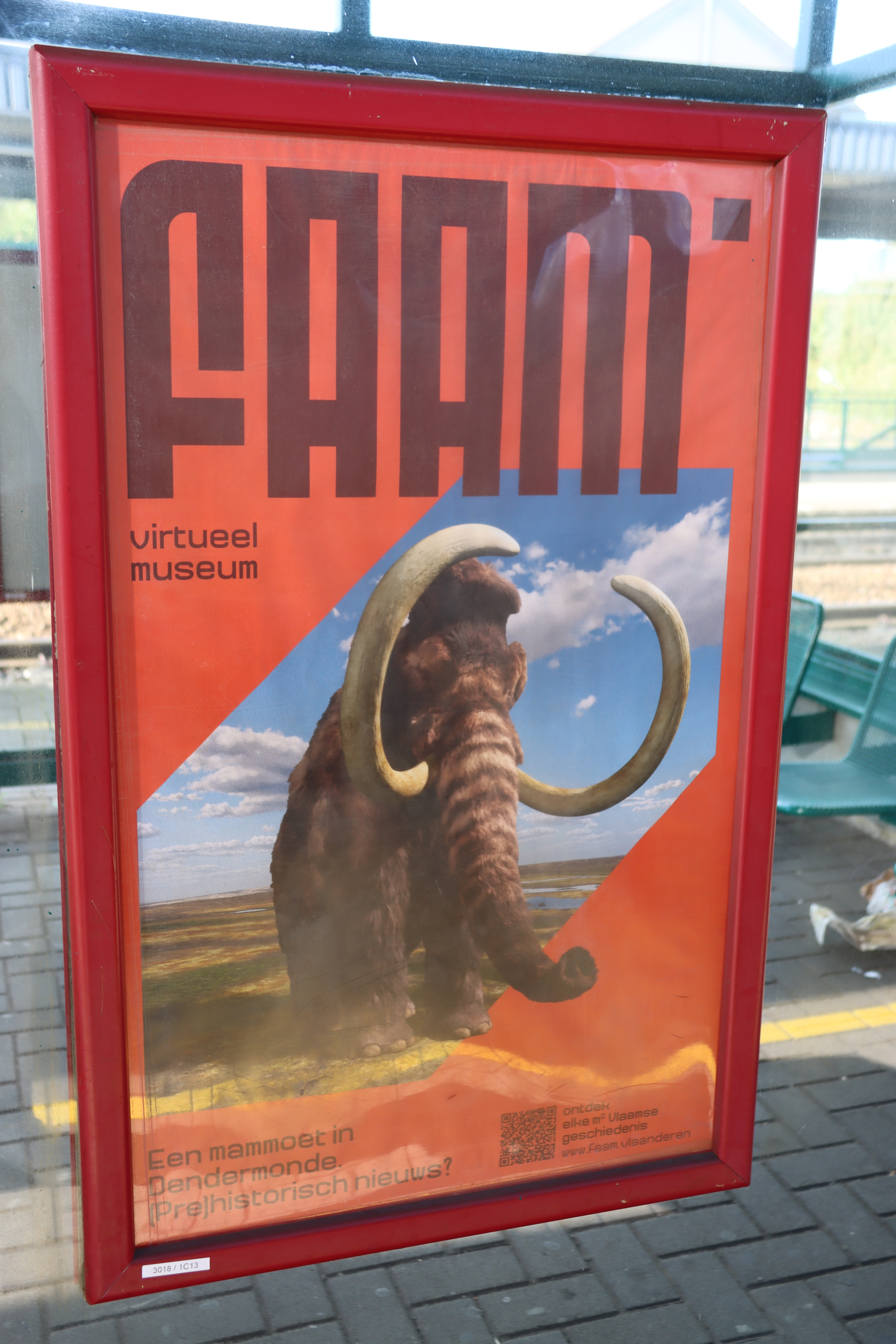
FAAM Virtueel Museum

FAAM of Flanders All Around Museum is een digitaal project van de Vlaamse Overheid dat werd voorgesteld op 12 maart 2024. FAAM is een virtueel museum. Via FAAM  wordt het aanbod van de Vlaamse musea en erfgoedlocaties ontsloten. De website is opgebouwd rond verschillende thema's zoals 'Wonen', 'Werken', of 'Eten en drinken'. Via de interactieve app laat kan de bezoeker op locatie meer ontdekken over de Vlaamse collecties.  In 2024 werden in de Vlaamse provincies 5 fysieke tegels geplaatst met een QR-code.